# Алхимик (пьеса)
«Алхи́мик» (англ. The Alchemist) — сатирическая комедия английского драматурга Бена Джонсона, созданная и впервые поставленная в 1610 году. Осмеивает людскую алчность и легковерность.

## Форма
Пьеса почти целиком написана белым пятистопным ямбом с небольшими вкраплениями прозы (реплики Серли на испанском языке) и двустиший рифмованного пятистопного ямба (пролог и эпилог; выделенные рифмой концовки I акта и 1 сцены IV акта; монолог Сатла о царице фей в III акте).
Действие происходит внутри и вблизи одного лондонского дома в течение одного дня. Таким образом, в «Алхимике» имеется редкое для елизаветинской драматургии соблюдение классических единств места и времени.

## Содержание
Лондонский джентльмен Лавуит, опасаясь вспыхнувшей в городе эпидемии чумы, уехал в деревню, оставив дом под присмотром своего дворецкого Фейса. В отсутствие хозяина дворецкий сблизился с шарлатаном-алхимиком Сатлом и девицей лёгкого поведения Дол Коммон. Втроём, используя дом Лавуита как штаб операций, они принимаются завлекать к себе доверчивых простаков, чтобы выманивать их деньги и имущество. Дол при этом становится общей любовницей Фейса и Сатла.
Среди клиентов троицы — представители самых разных кругов:
- Юный помощник адвоката Деппер. Хочет заиметь себе духа-покровителя, помогающего в азартных играх.
- Торговец табаком Авель Дреггер. Собирается открыть поблизости лавку и нуждается в магических советах, которые помогут коммерческому успеху.
- Состоятельный дворянин сэр Эпикур Маммон. Мечтает обладать философским камнем.
- Его приятель Пертинакс Серли. Относится к алхимии скептически и сам пытается одурачить шарлатанов.
- Пуританский пастор Трибюлейшен Хоулсом и его дьякон Анания. Стремятся усилить влиятельность своего религиозного братства.
- Молодой забияка Кастрил. Жаждет научиться затевать дуэли (как раз тогда входившие в Англии в моду).
- Его младшая сестра, богатая красивая вдова госпожа Плайант. Желает узнать свою судьбу и найти подходящего второго мужа.

Заканчивается деятельность мошенников неожиданным возвращением хозяина дома. Сатл и Дол вынуждены бежать. Лавуит присваивает всю добычу себе, Фейса же прощает и оставляет на службе.

## Постановки
Комедия была впервые поставлена актёрской труппой «Слуги короля» в 1610 году — сначала в Оксфорде, затем в лондонском театре «Блэкфрайерс» — и оставалась в репертуаре труппы вплоть до закрытия театров пуританами в 1642 году. «Слуги короля» дважды играли «Алхимика» при дворе — в 1613 и 1623 годах.
Сохранился список актёров, исполнявших главные роли в первой постановке. Среди них — Ричард Бёрбедж (вероятно, играл Фейса), Джон Лоуин (пользовался успехом в богатой красочными монологами роли Маммона), ведущий комик труппы Роберт Армин (вероятно, играл Дреггера), Александр Кук (вероятно, играл Дол), будущие издатели Первого фолио Шекспира Джон Хеминг и Генри Конделл.
В постановке Королевской шекспировской труппы 1977 года (режиссёр — Тревор Нанн) роль Фейса исполнял Иэн Маккеллен.

## Публикации
Впервые пьеса напечатана ин-кварто в 1612 году с латинским эпиграфом из Горация («Я не желаю толпы удивленья: пишу для немногих» — Сатиры, книга I, 10, стихи 73—74).
Следующая публикация — в первом фолио Джонсона (1616), с эпиграфом из Лукреция (книга I, стихи 929—930 — из фрагмента, где Лукреций говорит о том, что его поэзия призвана «Дух человека извлечь из тесных тенёт суеверий»). Цитата из Горация, перенесённая на титульный лист издания, стала эпиграфом ко всему собранию сочинений Джонсона.
Перед текстом комедии автор поместил её краткое содержание в виде акростиха, начальные буквы строк которого составляют название пьесы — по образцу анонимных акростических содержаний комедий Плавта.
На русском языке комедия издавалась в переводах Бориса Пастернака (1931) и Полины Мелковой (1960).

## Музыка к пьесе
Существует инструментальная сюита к «Алхимику» для двух скрипок, двух гобоев (в унисон со скрипками) и бассо-континуо, значащаяся в каталоге произведений Георга Фридриха Генделя под номером HWV 43 и состоящая из девяти номеров:
1. Увертюра
2. (Прелюдия)
3. Менуэт
4. Сарабанда
5. Бурре
6. Ария
7. Менуэт
8. Ария (Гавот)
9. Жига

В действительности №№ 1, 3—9 скомпонованы неизвестным аранжировщиком из частей развёрнутой увертюры к первой итальянской опере Генделя «Родриго» (HWV 5, 1707 год); авторство № 2 не установлено.
Сюита предназначалась для постановки «Алхимика» в Театре Королевы на Хеймаркет, премьера которой состоялась в январе 1710 года: увертюра звучала перед пьесой, остальные номера — между актами. По-видимому, это стало первым исполнением музыки Генделя в Англии. Вскоре ноты сюиты были опубликованы в английской печати. Сам Гендель прибыл в Лондон в конце того же года.